# Cartão de penalidade

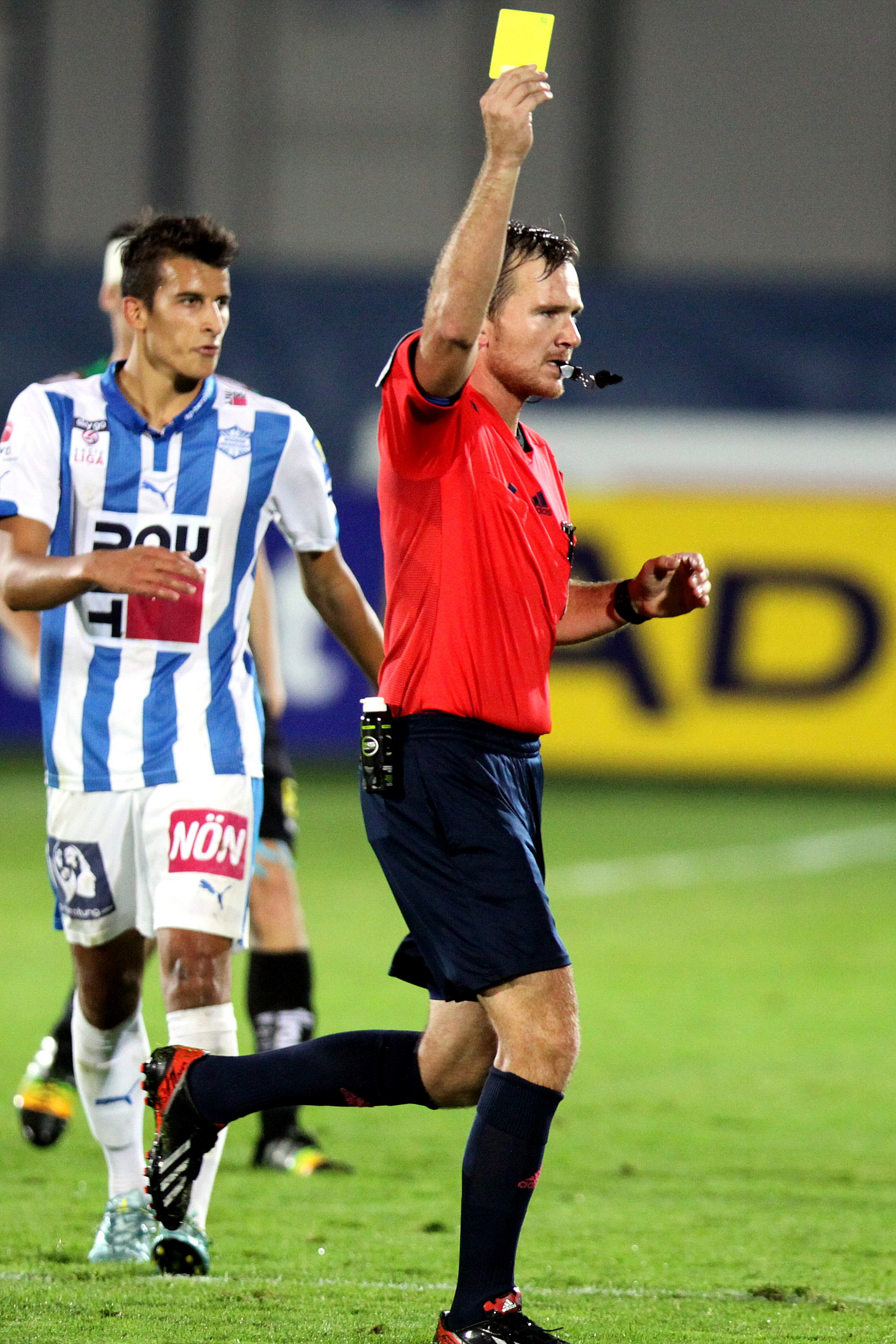
Cartão amarelo mostrado em uma partida de futebol, em 2015

Os cartões de penalização são usados em muitos desportos como meio de advertência, repreensão ou penalização de um jogador, treinador ou oficial de equipa. Os cartões de penalidade são mais comumente usados por árbitros ou árbitros para indicar que um jogador cometeu uma infração. O oficial segurará o cartão acima de sua cabeça enquanto olha ou aponta para o jogador que cometeu a infração. Esta ação torna a decisão clara para todos os jogadores, bem como para os espectadores e outros oficiais de uma maneira neutra em termos de linguagem. A cor ou forma do cartão usado pelo oficial indica o tipo ou gravidade da infração e o nível de punição que deve ser aplicada. Os cartões amarelos e vermelhos são os mais comuns, normalmente indicando, respectivamente, advertências e expulsões.

## História e origem

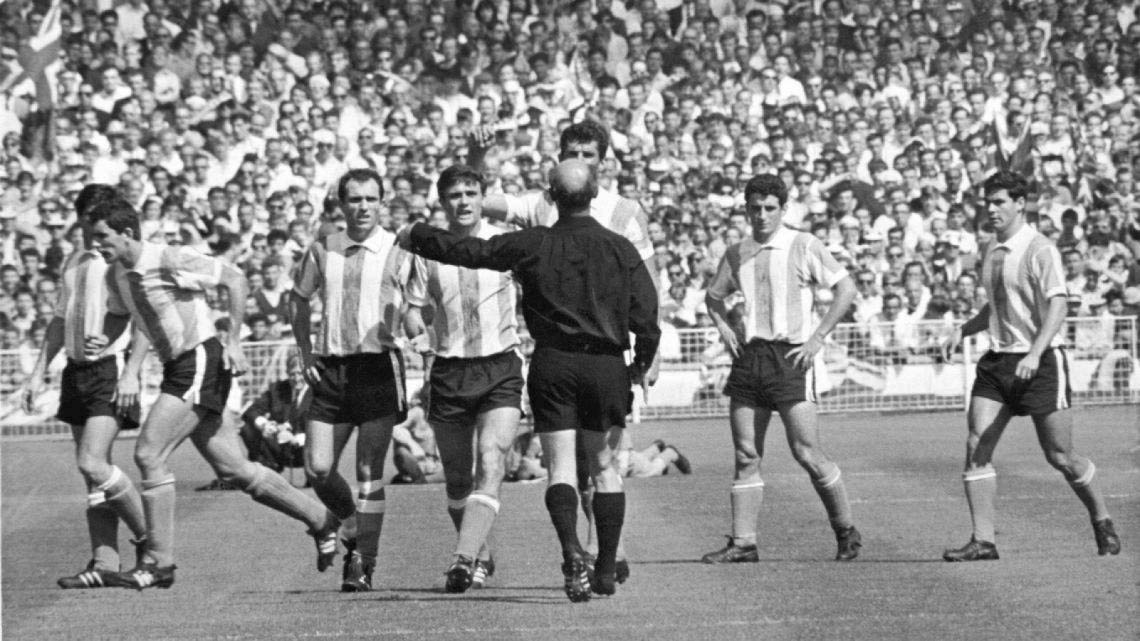
Rattín sendo expulso pelo árbitro Rudolf Kreitlein, na Copa do Mundo FIFA de 1966

A ideia de usar cartões coloridos de linguagem neutra para comunicar as intenções de um árbitro originou-se no futebol, com o árbitro inglês Ken Aston. Aston foi nomeado para o Comitê de Árbitros da FIFA e foi responsável por todos os árbitros da Copa do Mundo FIFA de 1966. Nas quartas de final, a Inglaterra jogou contra a Argentina no Estádio de Wembley. Após a partida, reportagens de jornais afirmaram que o árbitro Rudolf Kreitlein havia advertido os ingleses Bobby e Jack Charlton, além de expulsar o argentino Antonio Rattín. O árbitro não deixou sua decisão clara durante o jogo, então o técnico da Inglaterra, Alf Ramsey, abordou um representante da FIFA para esclarecimentos pós-jogo. Esse incidente fez com que Aston pensasse em maneiras de tornar as decisões de um árbitro mais claras para jogadores e espectadores. Aston percebeu que um esquema de codificação de cores baseado no mesmo princípio usado nos semáforos transcenderia as barreiras linguísticas e deixaria claro que um jogador havia sido advertido ou expulso. Como resultado, cartões amarelos para indicar uma advertência e cartões vermelhos para indicar uma expulsão foram usados pela primeira vez na Copa do Mundo FIFA de 1970, no México. Desde então, o uso de cartões de penalidade foi adotado e expandido por vários códigos esportivos, com cada esporte adaptando a ideia ao seu conjunto específico de regras ou leis.

## Tipos comuns

### Cartão amarelo

Um cartão amarelo é usado em vários esportes e geralmente indica uma advertência ou uma suspensão temporária

Um cartão amarelo é usado em muitos códigos esportivos diferentes. Seu significado varia entre os esportes; no entanto, geralmente indica uma advertência dada a um jogador em relação à sua conduta ou indica uma suspensão temporária. Exemplos incluem:

#### Futebol

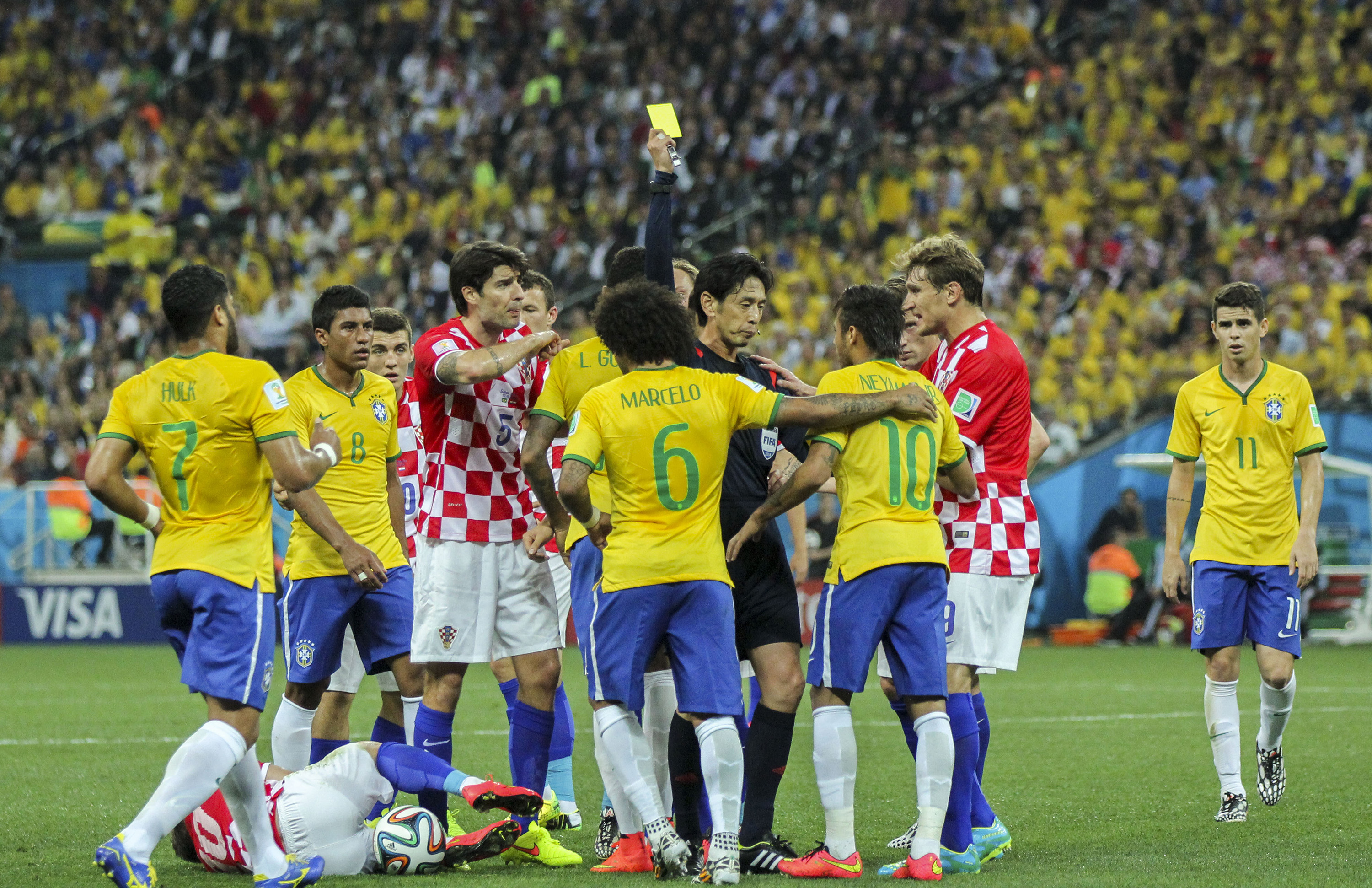
Neymar recebe um cartão amarelo em jogo contra a Croácia na Copa do Mundo FIFA de 2014

No futebol, um cartão amarelo é mostrado pelo árbitro para indicar que um jogador foi oficialmente advertido. Os detalhes do jogador são então registrados pelo árbitro em um pequeno caderno; portanto, um cuidado também é conhecido como "reserva". Um jogador que foi advertido pode continuar jogando no jogo; no entanto, um jogador que recebe uma segunda advertência em uma partida é expulso; mostrado o cartão amarelo novamente e depois o cartão vermelho; o que significa que ele deve deixar o campo imediatamente e não participar mais do jogo. O jogador não pode ser substituído por um substituto. Lei 12 das regras do futebol, que são estabelecidas pelo International Football Association Board e usadas pela FIFA, lista os tipos de infrações e má conduta que podem resultar em advertência ou advertência. Também afirma que "apenas um jogador, substituto, jogador substituído ou oficial de equipe" pode ser advertido. Um jogador geralmente recebe uma suspensão de uma partida; embora possa ser mais em certas circunstâncias; depois de acumular dois cartões amarelos em uma partida.

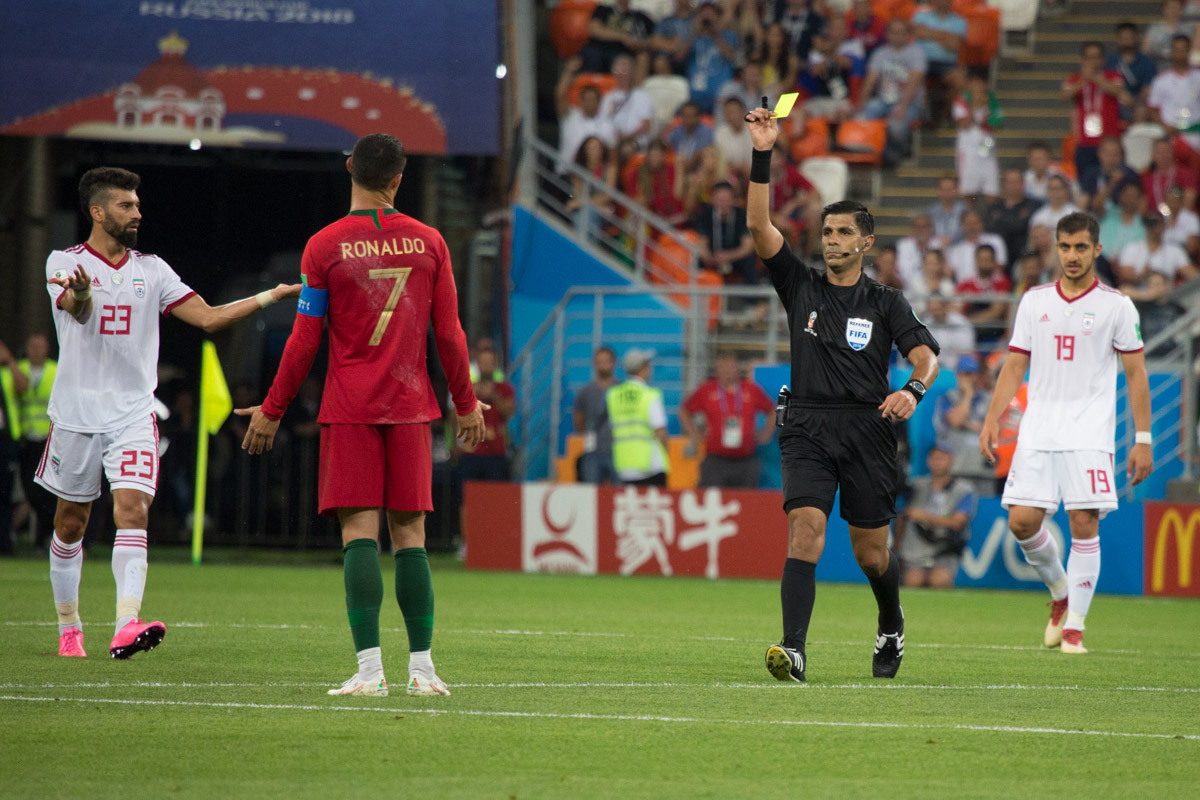
Árbitro mostra cartão amarelo para Cristiano Ronaldo

Na maioria dos torneios, o acúmulo de um certo número de cartões amarelos em várias partidas resulta na desqualificação do jogador infrator por um certo número de partidas subsequentes, variando o número exato de cartões e partidas de acordo com a jurisdição.

#### Atletismo
Em eventos de pista, um cartão amarelo é usado como um aviso pessoal em eventos de pista e campo usado para indicar que um segundo cartão amarelo resultaria em desqualificação. As regras da IAAF aboliram os avisos de partidas falsas; falsas largadas agora resultam em desqualificação imediata, exceto em eventos combinados onde um cartão diagonal amarelo ou preto indica uma advertência por falsa partida. No entanto, a partir de 2012, a regra de falsa partida é que as mãos de um atleta devem deixar a pista ou seus pés devem deixar os blocos de partida antes do tiro para que uma falsa partida seja dada. Portanto, se um atleta fizer uma contração, enquanto estiver em sua posição final de 'set', a penalidade máxima é um cartão amarelo.

#### Futebol australiano
No futebol australiano, um cartão amarelo é emitido contra um jogador por cometer qualquer infração reportável, como bater em um oponente, xingar um oficial, entre outras, exceto aquelas listadas como infrações reportáveis 'graves'. Qualquer jogador com cartão amarelo não pode participar do jogo durante um quarto de jogo, excluindo intervalos, embora o jogador possa ser substituído. No entanto, um cartão amarelo pode ser emitido contra um jogador a critério de um árbitro, apesar de o jogador não cometer uma infração comunicável. Os cartões amarelos e vermelhos, no entanto, não são emitidos na Australian Football League, o mais alto nível de jogo no futebol australiano.

#### Badminton
No Badminton, um cartão amarelo é dado a um jogador de simples ou duplas como advertência por infringir as Leis do Badminton. Um cartão amarelo só pode ser dado uma vez a um jogador ou dupla em uma partida, infrações subsequentes são sancionadas com um cartão vermelho ou preto.

#### Bandy
Em Bandy, um cartão amarelo indica uma advertência dada a uma equipe inteira por faltas técnicas, como erros na execução de tiros de meta ou tacadas livres, ou a obstrução de um jogador sem bola. Faltas técnicas subsequentes da mesma equipe resultam em uma penalidade de cinco minutos indicada por um cartão branco.

#### Canoagem pólo
No polo de canoagem, um cartão amarelo indica que um jogador recebeu uma suspensão temporária de dois minutos. Um cartão amarelo pode ser concedido por uma falta deliberada ou perigosa que impeça a marcação de um gol quase certo, jogo ilegal perigoso que é deliberado ou repetido, falta ou linguagem abusiva, contestação contínua das decisões de um árbitro ou receber um terceiro cartão verde por qualquer razão.

#### Esportes equestres
Nos esportes equestres, cartões amarelos podem ser emitidos durante eventos sancionados pela FEI por abuso de um cavalo ou comportamento incorreto em relação a um oficial. O abuso do cavalo pode incluir montar um cavalo obviamente manco, montar um cavalo exausto, uso excessivo de chicote ou esporas e montaria perigosa. Os passageiros podem optar por não aceitar cartões emitidos, mas isso pode levar a uma audiência disciplinar. Um piloto que receber um cartão amarelo pode ser desclassificado do evento e posteriormente multado ou suspenso.

#### Esgrima
Na Esgrima, um cartão amarelo indica uma advertência ao esgrimista e é válido pelo restante da luta. Em alguns casos, a anulação de qualquer golpe marcado pelo esgrimista em falta também pode ocorrer. Cartões amarelos são concedidos para ofensas "Tier 1", como virar as costas para o oponente, cobrir a área do alvo (mais comum em Foil), sair da pista sem permissão ou se recusar a obedecer ao árbitro. Um cartão amarelo também pode ser atribuído quando, na primeira chamada do árbitro, um esgrimista não se apresenta na pista pronto para cercar. Qualquer pessoa fora da pista que perturbe o bom andamento da competição também pode receber um cartão amarelo na primeira infração.

#### Hóquei em campo
Cartões amarelos no hóquei em campo indicam uma suspensão temporária de pelo menos 5 minutos. O comprimento da suspensão é determinado pelo árbitro. É possível que um jogador receba dois cartões amarelos por diferentes infrações durante a mesma partida; no entanto, o período de suspensão deve ser significativamente maior a cada cartão amarelo. Quando uma infração pela qual um cartão amarelo foi concedido é repetida, o cartão amarelo não deve ser usado novamente e uma penalidade mais severa deve ser aplicada. Também deve haver uma clara diferença entre a duração de uma suspensão de cartão amarelo por uma infração menor e a duração de uma infração grave. O cartão amarelo pode ser mostrado a um jogador específico ou ao capitão por má conduta de toda a equipe. Neste caso, o capitão está temporariamente suspenso.

#### Jogos gaélicos
Nos jogos gaélicos de camogie, futebol gaélico, arremesso e futebol gaélico feminino, cartões amarelos (em irlandês: cárta buí) são dados aos jogadores por faltas moderadas. Um jogador que recebe dois cartões amarelos em um único jogo é expulso e recebe um cartão vermelho. Cartões vermelhos e amarelos foram introduzidos nos jogos gaélicos após um incidente durante a final do Campeonato de Futebol Sênior da Irlanda de 1995, quando o árbitro expulsou Charlie Redmond do campo de jogo, mas ele se recusou a sair.

#### Handebol
Um cartão amarelo no Handebol indica uma advertência e pode ser dado a um jogador ou oficial de equipe por conduta antidesportiva, ou a um jogador cujas ações sejam principalmente ou exclusivamente direcionadas ao adversário e não à bola. As regras da IHF também permitem que os árbitros usem discrição para conceder um cartão amarelo fora dessas situações.
Promoções de artes marciais mistas PRIDE (extinto), DEEP e ZST: Um aviso, o terceiro leva à desqualificação.

#### Quadribol
No Quadribol, um cartão amarelo resulta em um jogador sendo enviado para a área de penalidade por um minuto ou até que o time adversário marque. A equipe do jogador deve jogar um jogador para baixo enquanto o jogador estiver na área de pênalti. Um jogador que recebe um terceiro cartão amarelo na mesma partida recebe automaticamente um cartão vermelho.

#### Marcha atlética
Um cartão amarelo na marcha atlética indica que o pé de um competidor não está no chão quando a perna de trás está sendo levantada, ou a perna da frente não está esticada quando toca o chão.

#### Rugby
- Liga de Rugby: Os cartões amarelos geralmente não são usados na liga de rugby no hemisfério sul, com os árbitros indicando uma suspensão de 10 minutos levantando os dois braços com os dedos abertos (para indicar 10 minutos). Isso também é conhecido como um "sin bin". No entanto, no hemisfério norte é comum que um árbitro use um cartão amarelo para sinalizar um "sin bin". "para indicar 10 minutos em vez de usar o sinal de braço e mão usado no hemisfério sul. É possível que um jogador receba sete cartões amarelos sem receber um cartão vermelho; um jogador que receber oito cartões amarelos em uma partida receberá um cartão vermelho. No entanto, fica a critério do árbitro a gravidade das faltas e, nestes casos, um cartão vermelho pode ser comumente mostrado para uma segunda falta grave sem a presença de um segundo cartão amarelo.
- Rugby sevens: Qualquer jogador que cometa uma infração de acordo com a Lei Mundial de Rugby 9 – Jogo Sujo pode receber um cartão amarelo e ser suspenso do jogo por 2 minutos sem substituição.[18] As ofensas incluem obstrução, jogo desleal, infrações repetidas, jogo perigoso e má conduta que seja prejudicial ao jogo. Receber um cartão amarelo é conhecido coloquialmente como sendo enviado para o "sin bin". Se esse jogador mais tarde cometer outra infração com cartão amarelo, o jogador receberá um cartão vermelho e será expulso.
- Rugby union: De acordo com as leis da World Rugby, qualquer jogador que cometa uma infração de acordo com a Lei 9 – Jogo Sujo pode receber um cartão amarelo e ser suspenso do jogo por 10 minutos; o jogador não pode ser substituído durante esse tempo.[18] As ofensas incluem obstrução, jogo desleal, infrações repetidas, jogo perigoso e má conduta que seja prejudicial ao jogo. Receber um cartão amarelo é conhecido coloquialmente como sendo enviado para o "sin bin". Um jogador que receber um segundo cartão amarelo em um jogo também receberá um cartão vermelho, o que significa que ele foi expulso e não poderá participar do restante da partida.

#### Voleibol
De acordo com as regras da FIVB, receber um cartão amarelo é o segundo estágio de uma advertência formal para um jogador(es) ou treinador por má conduta menor, sendo o primeiro verbal dado através do capitão da equipe. É registrado na súmula, mas não tem consequências imediatas; não há perda de saque, se aplicável, e nenhum ponto é concedido à oposição. É mostrado junto com um cartão vermelho, em uma mão, onde um jogador(es) ou treinador é sancionado com expulsão, e, com um cartão em cada mão, separadamente com um cartão vermelho onde um jogador(es) ou treinador é sancionado com a desqualificação, todas essas ofensas são registradas na súmula.

#### Pólo aquático
Cartões amarelos são dados no polo aquático como uma advertência oficial por conduta desrespeitosa do treinador, jogadores individuais ou todo o banco.

#### Tênis de mesa
De acordo com os regulamentos da ITTF, um cartão amarelo é mostrado pelo árbitro para avisar o jogador se ele se comportar mal. Se o jogador cometer uma segunda infração, um ponto é concedido ao adversário e dois pontos por nova infração, cada vez com um cartão amarelo e um vermelho juntos mostrados pelo árbitro. Um cartão amarelo também pode ser mostrado a um consultor autorizado se ele der conselhos ilegalmente.

## Outros usos

### Cartão verde

No hóquei em campo, um cartão verde triangular indica uma suspensão de 2 minutos para os jogadores de campo e uma advertência para o técnico

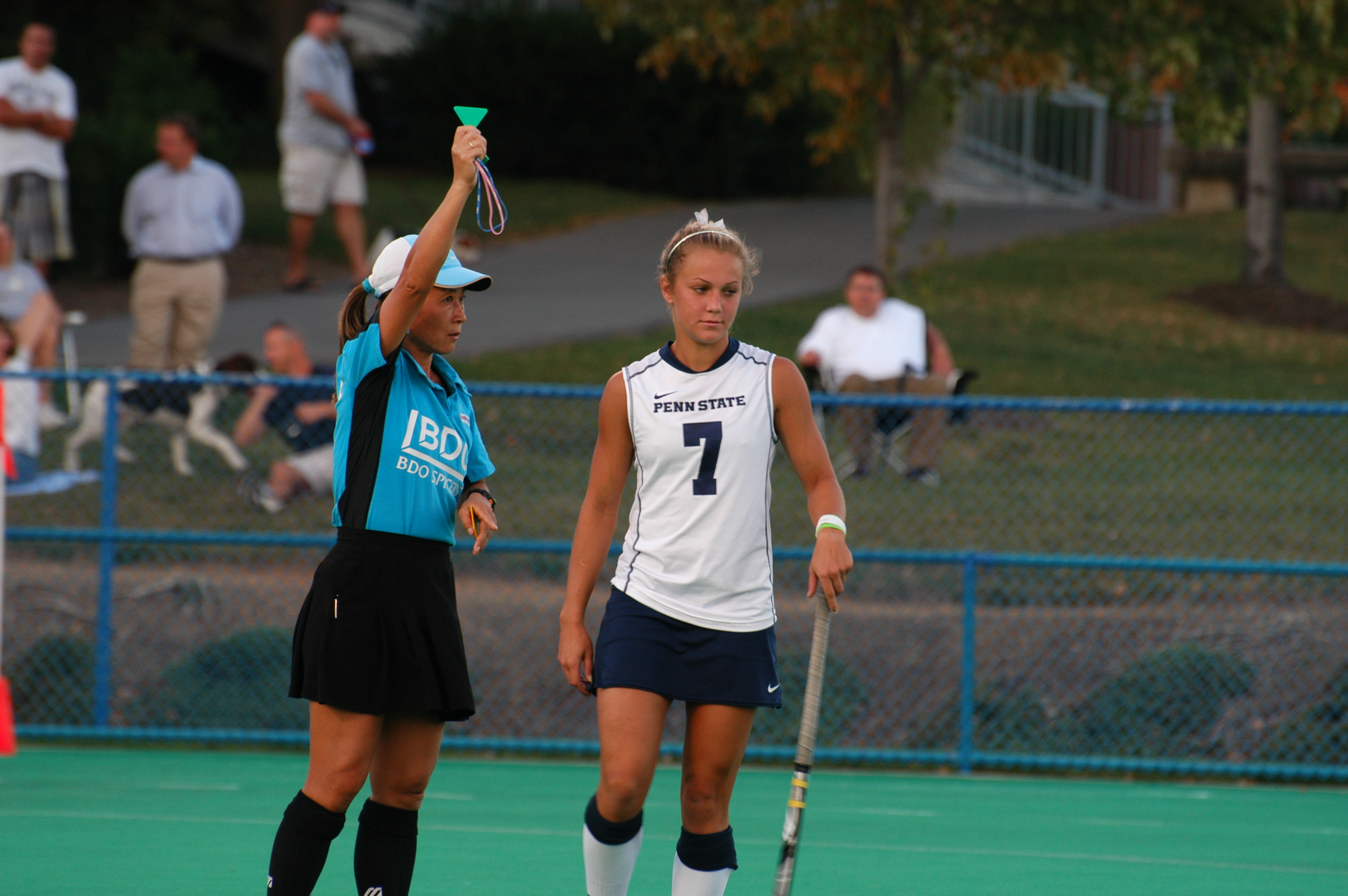
Uma jogadora de hóquei em campo da Penn State recebe um cartão verde

Um cartão verde é usado em alguns esportes para indicar uma advertência oficial a um jogador que cometeu uma infração menor que não justifica uma sanção mais grave.
- Atletismo: Um cartão verde indica que o recall não justificou um aviso, o que mais comumente acontece quando as máquinas usadas para pegar os falsos iniciantes cometem um erro.[4]
- Canoagem polo: Um cartão verde indica uma advertência oficial que pode ser aplicada a um jogador individual ou a uma equipe inteira.[10] Um cartão verde pode ser concedido por comportamento antidesportivo deliberado ou comunicação verbal desnecessária ao árbitro.
- Hóquei em campo: Um cartão verde indica uma advertência oficial quando uma ofensa menor ocorreu resultando em uma suspensão de 2 minutos. Um segundo cartão verde para o mesmo jogador resultará em um cartão amarelo com suspensão de 5 minutos. Neste caso, o árbitro mostrará um cartão verde, seguido de um cartão amarelo. Quando uma infração pela qual um cartão verde foi concedido é repetida, um cartão amarelo deve ser concedido. Um cartão verde pode ser dado a um jogador específico ou ao capitão como um aviso para toda a equipe. As cartas mostradas ao capitão como advertência à equipe são tratadas separadamente das cartas mostradas ao capitão como jogador. Além de sua cor, os cartões verdes no hóquei em campo são triangulares.[13] De acordo com as Regras de Hóquei da FIH, o cartão verde acarreta uma suspensão de dois minutos durante os quais a equipe desse jogador joga com um jogador a menos.

### Cartão branco
Um cartão branco é usado em bandy para indicar uma penalidade cronometrada de cinco minutos dada a um jogador. O jogador infrator deve deixar a área de jogo e esperar em um banco de penalidades perto da linha central até que a penalidade expire. Durante o período de 5 minutos, o jogador não pode ser substituído, embora possa ser substituído por um jogador diferente quando a penalidade expirar. As ofensas que podem justificar um cartão branco incluem tentar impedir os adversários de executarem um golpe livre, uma substituição ilegal ou ataques repetidos ilegais, mas não violentos, a um adversário.
Na temporada de Super Rugby de 2012 na união do rugby, um cartão branco foi introduzido para incidentes de suspeita de jogo sujo em que o árbitro não tem certeza da identidade do autor, ou quando o árbitro não tem certeza se um cartão vermelho é justificado. O incidente é posteriormente encaminhado ao comissário citado e pode resultar na suspensão do jogador infrator. É semelhante a um sinal de citação, braços cruzados acima da cabeça, na liga de rugby. No entanto, em 2013, o International Rugby Board, agora conhecido como World Rugby, estendeu os poderes do TMO para incluir a revisão de incidentes suspeitos de jogo sujo. Como resultado, nenhum cartão branco foi emitido em 2013.

### Cartão azul
Um cartão azul, também conhecido como "disco azul", é usado em bandy para indicar uma penalidade cronometrada de dez minutos dada a um jogador. O jogador infrator deve deixar a área de jogo e esperar em um banco de penalidades perto da linha central até que a penalidade expire. Durante o período de 10 minutos, o jogador não pode ser substituído, embora possa ser substituído por um jogador diferente quando a penalidade expirar. Um cartão azul é normalmente mostrado para ofensas que são mais graves do que aquelas que justificam um cartão branco, incluindo atacar um adversário de forma violenta ou perigosa, causando vantagem ao parar a bola intencionalmente com um stick alto ou protestar contra a decisão do árbitro.
Um cartão azul também é frequentemente usado no futebol de salão nos Estados Unidos, significando que o infrator deve deixar o campo e ficar em uma área de pênalti, geralmente de 2 a 5 minutos, durante o qual seu time derruba um homem, idêntico ao hóquei no gelo e hóquei em patins. Se um gol for marcado pela equipe oposta ao infrator, o infrator poderá retornar ao campo imediatamente. Também é usado na liga de futebol da associação Clericus Cup para uma penalidade de banco de 5 minutos por jogo antidesportivo. E também é usado no futebol de praia para uma penalidade de banco de 2 minutos por jogo antidesportivo.
Um cartão azul também é usado no quadribol para indicar uma falta técnica. O jogador que cometeu a falta é enviado para a área de penalidade por um minuto ou até que um gol seja marcado contra o time do jogador que cometeu a falta. Ao contrário de um cartão amarelo, não há penalidade adicional para vários cartões azuis.
O cartão azul está em uso no Handebol desde que a Federação Internacional de Handebol anunciou uma mudança de regra que entrou em vigor em 1 de julho de 2016. Primeiro o Cartão Vermelho é mostrado, então o árbitro, após uma breve discussão, mostrará o cartão azul. Depois disso, um relatório escrito acompanhará a súmula e a Comissão Disciplinar decidirá sobre outras ações contra o jogador.

### Cartão preto

Na esgrima, um cartão preto indica uma exclusão do resto da competição

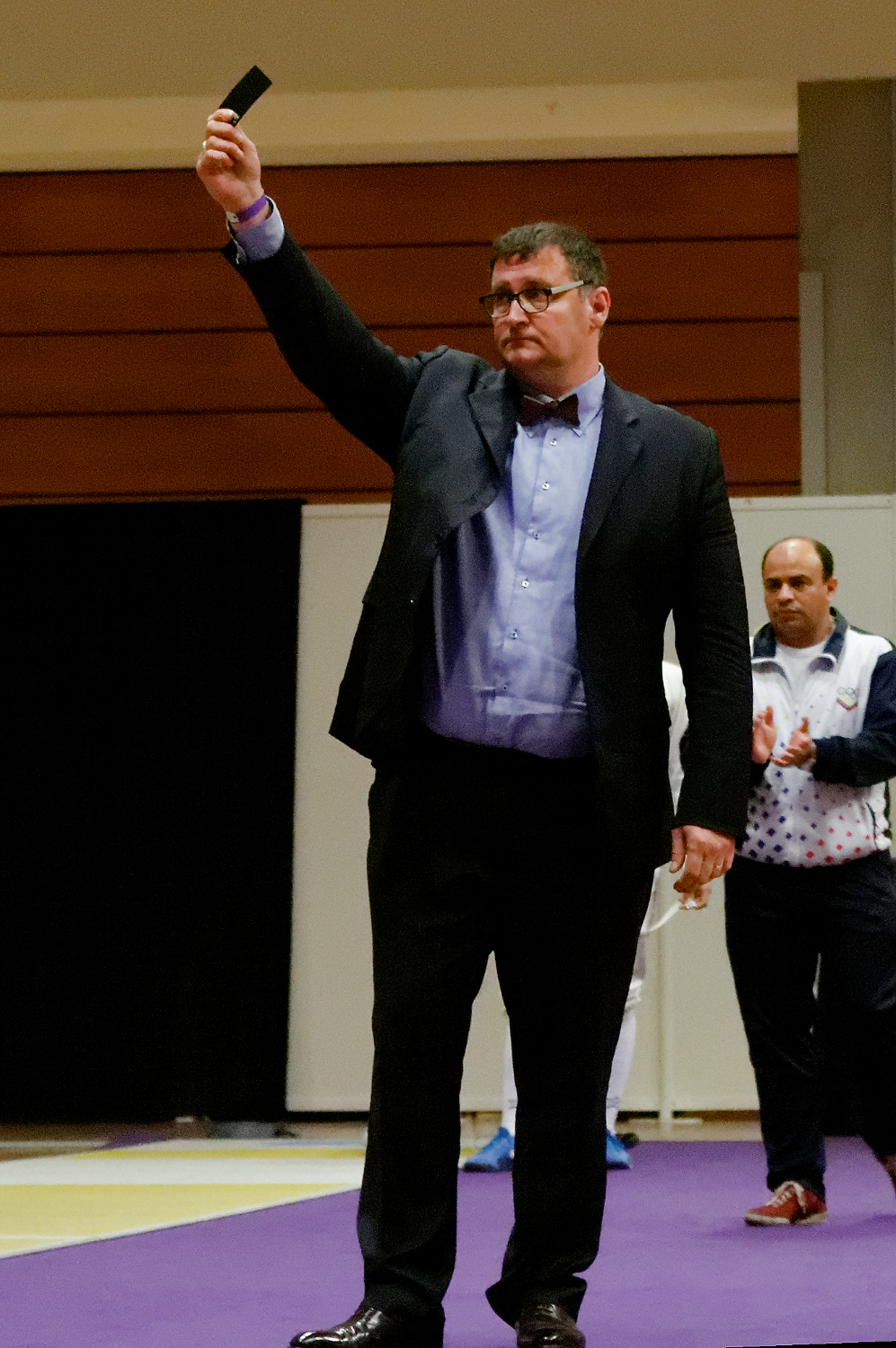
Um árbitro de esgrima emite um cartão preto para um esgrimista, excluindo o esgrimista do restante da competição

Um cartão preto é usado na esgrima. É emitido pelo diretor ou pelo árbitro para infrações graves de regras. Uma segunda ocorrência de uma ofensa do Grupo 3, e todas as ofensas do Grupo 4, incluindo brutalidade deliberada, recusa de esgrima, recusa de saudação e recusa de apertar as mãos podem ser punidas com um cartão preto. Quando o cartão preto é emitido, o esgrimista infrator é excluído do restante da competição e pode ser suspenso de outros torneios. No registro oficial do torneio, seu nome é substituído pelas palavras "FENCER EXCLUDED".
Um cartão preto também é usado no esporte de badminton para indicar desqualificação.
Nos jogos gaélicos de futebol gaélico e hurling, um carrapato ou livro preto; foi anteriormente registrado contra um jogador por uma infração menor que não justifica um cartão amarelo, embora vários cartões amarelos resultem na emissão de um cartão amarelo. O ato do árbitro segurando fisicamente seu caderno preto da mesma maneira que um cartão foi descontinuado pelo GAA.
A partir de 1 de janeiro de 2014, um jogador do futebol gaélico pode ser expulso do campo pelo restante do jogo com uma substituição permitida ao ser fisicamente mostrado um cartão preto, o caderno preto do árbitro, da mesma maneira que qualquer outro cartão de penalidade por "comportamento cínico", incluindo tropeçar descaradamente, puxar para baixo e checar o corpo. Esta substituição forçada é uma punição intermediária entre os cartões amarelo e vermelho. Um jogador que recebe um cartão amarelo e um cartão preto no mesmo jogo é expulso sem que qualquer substituto seja permitido.
A partir de janeiro de 2020, um jogador que recebe um cartão preto é ejetado do campo para o Sin Bin por um período de dez minutos. O jogador pode retornar ao campo após este período, durante um intervalo de jogo com a permissão do árbitro. Se uma partida se estender até a prorrogação e o jogador não estiver no Sin Bin por dez minutos, ele deve servir o tempo restante antes de voltar ao jogo. Como nos anos anteriores, um jogador que recebe um cartão amarelo e um cartão preto ou dois cartões pretos recebe um cartão vermelho e é expulso pelo restante da partida e não pode ser substituído.